# Teodor Malmberg
Alexander Teodor Malmberg, född 1 november 1851 i Sundsvall, död 30 augusti 1934 i Mariefred, var en svensk lärare och språkforskare. Han var far till Bertil Malmberg.
Teodor Malmberg var son till disponenten och riksdagsmannen Frans Malmberg. Efter mogenhetsexamen i Härnösand 1870 samt studier vid Uppsala universitet och École des Hautes-Etudes blev han 1873 filosofie kandidat, 1876 filosofie licentiat och 1877 filosofie doktor. 1878–1903 var Malmberg lektor i franska och engelska språken vid Högre allmänna läroverket i Härnösand och 1903–1918 lektor i främmande språk vid Högre lärarinneseminariet i Stockholm. Malmberg pensionerades 1919 och tillbringade sina återstående år i Mariefred. Som lärare lade Malmberg särskild vikt vid att eleverna lärde sig att tala språken. Hans främsta intresse gällde franskan, som han behandlade i Tyska och franska i våra skolor (i Skolproblem på dagordningen, 1905). Bland hans vetenskapliga arbeten märks doktorsavhandlingen Le Passe-temps Michault. Fransk dikt från det femtonde århundradet ... Bidrag till kännedomen om det franska språkbruket... (1877) och lektorsavhandlingen Étude sur Brun de la Montaigne (1878). Därutöver utgav han skolböcker, som en bearbetning av Adam Trampe Bødtker och Sigurd Høsts Lärobok i franska (1897) samt Franska skiföfningar (1898). Teodor Malmberg är begravd på Norra begravningsplatsen utanför Stockholm.